# Алменд (Вісконсин)
Алменд (англ. Almond) — селище (англ. village) в США, в окрузі Портедж штату Вісконсин. Населення — 424 особи (2020).

## Географія
Алменд розташований за координатами 44°15′40″ пн. ш. 89°24′31″ зх. д. / 44.26111° пн. ш. 89.40861° зх. д. (44.261015, -89.408640).  За даними Бюро перепису населення США в 2010 році селище мало площу 2,63 км², з яких 2,62 км² — суходіл та 0,01 км² — водойми.

## Демографія
Згідно з переписом 2010 року, у селищі мешкало 448 осіб у 174 домогосподарствах у складі 119 родин. Густота населення становила 170 осіб/км².  Було 197 помешкань (75/км²).
Расовий склад населення:
| - 94,0 % — білих - 0,4 % — корінних американців - 0,4 % — азіатів - 0,2 % — чорних або афроамериканців - 3,8 % — осіб інших рас |

До двох чи більше рас належало 1,1 %. Частка іспаномовних становила 13,2 % від усіх жителів.
За віковим діапазоном населення розподілялося таким чином: 29,2 % — особи молодші 18 років, 56,7 % — особи у віці 18—64 років, 14,1 % — особи у віці 65 років та старші. Медіана віку мешканця становила 35,3 року. На 100 осіб жіночої статі у селищі припадало 95,6 чоловіків;  на 100 жінок у віці від 18 років та старших — 92,1 чоловіків також старших 18 років.
Середній дохід на одне домашнє господарство  становив 58 176 доларів США (медіана — 43 000), а середній дохід на одну сім'ю — 67 137 доларів (медіана — 50 000). Медіана доходів становила 38 125 доларів для чоловіків та 30 313 долари для жінок. За межею бідності перебувало 26,9 % осіб, у тому числі 35,8 % дітей у віці до 18 років та 13,3 % осіб у віці 65 років та старших.
Цивільне працевлаштоване населення становило 238 осіб. Основні галузі зайнятості: виробництво — 23,9 %, сільське господарство, лісництво, риболовля — 19,3 %, роздрібна торгівля — 11,8 %, освіта, охорона здоров'я та соціальна допомога — 10,1 %.